# Request
Request est un album studio tribute sorti le 22 avril 2015 pour fêter les 20 ans de carrière de la chanteuse Māya Sakamoto. Le premier CD contient des reprises en hommage à la chanteuse tandis que le deuxième contient les chansons originales de Māya Sakamoto. Il arrive 13e à l'Oricon et reste classé 4 semaines.

## Liste des titres
| 1.  | Yakusoku wa Iranai (約束はいらない)                      | the band apart             |  |
| 2.  | Uchuu Hikoushi no Uta / KIRINJI (うちゅうひこうしのうた) | Kirinji                    |  |
| 3.  | Triangler (トライアングラー)                             | Mayu Watanabe              |  |
| 4.  | Ame ga Furu (雨が降る)                                   | TRUSTRICK                  |  |
| 5.  | Bike (バイク)                                            | Sugizo feat. IA            |  |
| 6.  | Saigo no Kajitsu (さいごの果実)                          | Shoko Suzuki               |  |
| 7.  | Hikari Are (光あれ)                                      | Tomita Lab feat. Emi Meyer |  |
| 8.  | Platinum (プラチナ)                                      | Negicco                    |  |
| 9.  | Kiseki no Umi (奇跡の海)                                 | Akino Arai                 |  |
| 10. | Afternoon Repose                                         | Rasmus Faber feat. Frida   |  |
| 11. | Pocket wo Kara ni Shite (ポケットを空にして)             | Magokoro Brothers          |  |

| 1.  | Yakusoku wa Iranai (約束はいらない)                      |  |
| 2.  | Uchuu Hikoushi no Uta / KIRINJI (うちゅうひこうしのうた) |  |
| 3.  | Triangler (トライアングラー)                             |  |
| 4.  | Ame ga Furu (雨が降る)                                   |  |
| 5.  | Bike (バイク)                                            |  |
| 6.  | Saigo no Kajitsu (さいごの果実)                          |  |
| 7.  | Hikari Are (光あれ)                                      |  |
| 8.  | Platinum (プラチナ)                                      |  |
| 9.  | Kiseki no Umi (奇跡の海)                                 |  |
| 10. | Afternoon Repose                                         |  |
| 11. | Pocket wo Kara ni Shite (ポケットを空にして)             |  |